# Nimbus franzinii
Nimbus franzinii är en skalbaggsart som beskrevs av Riccardo Pittino 1978. Nimbus franzinii ingår i släktet Nimbus och familjen Aphodiidae. Inga underarter finns listade i Catalogue of Life.